# Pseudaulacaspis leveri
Pseudaulacaspis leveri är en insektsart som beskrevs av Williams och Watson 1988. Pseudaulacaspis leveri ingår i släktet Pseudaulacaspis och familjen pansarsköldlöss.
Artens utbredningsområde är Fiji. Inga underarter finns listade i Catalogue of Life.